# Mark Regan
Mark Peter Regan (Bristol, 28 gennaio 1972) è un ex rugbista a 15 britannico, due volte finalista con la Nazionale inglese alla Coppa del Mondo di rugby, compresa l'edizione del 2003 che ha visto la sua squadra laurearsi campione.
Tallonatore, si è ritirato al termine della stagione 2008-09.

## Biografia
Nato e cresciuto a Bristol, Regan iniziò a giocare a rugby nel club della sua città, nella quale esordì in prima squadra nel 1991.
Nel 1995 iniziò a far parte del giro della Nazionale, nella quale esordì a Twickenham nel corso di una sconfitta contro il Sudafrica.
Nonostante ciò, la prova da lui data fu convincente, tanto da venir convocato per i Cinque Nazioni del 1996 e del 1997.
Nel 1997 arrivò anche la chiamata dai British Lions, per i quali nel tour di quell'anno disputò un incontro.
Un calo di forma gli fece temporaneamente perdere il posto di tallonatore in Nazionale, e nonostante il suo importante contributo alla vittoria del Bath in Heineken Cup nel 1998, il C.T. inglese Woodward non lo convocò.
Regan iniziò a riguadagnare la fiducia del tecnico nel corso della stagione 1999-2000, quando una serie di ottime prestazioni in Premiership che lo condussero anche al riconoscimento individuale di miglior difensore dell'anno gli riaprirono le porte della Nazionale, anche se nella circostanza quella “A”; nell'estate del 2000, infine, vi fu il rientro in Nazionale maggiore, curiosamente di nuovo contro il Sudafrica.
L'anno successivo, tuttavia, nel Sei Nazioni, Regan fece molta panchina perché Woodward ritenne che nel ruolo Dorian West gli desse maggior affidamento.
Una serie di infortuni fecero saltare a Regan parecchi incontri internazionali nel periodo 2001-2002, costringendolo anche a rinunciare alla chiamata dei British Lions.
Con il trasferimento al Leeds Tykes nell'agosto 2002 e la ripresa del gioco con una certa continuità, anche le convocazioni in Nazionale divennero più frequenti.
Woodward, alla fine, si convinse a convocarlo nella selezione che andò in Australia a disputare la vittoriosa Coppa del Mondo di rugby 2003, nella quale Regan disputò solo due incontri, uno da titolare e uno da subentrato, con una meta e in cui, secondo la stampa, il suo momento di maggior fama fu quando, durante il giro d'onore in campo dopo la premiazione finale, abbassò i pantaloncini di Simon Shaw, che in quell'edizione della Coppa era presente solo come eventuale rimpiazzo in caso di infortunio di qualcuno dei 30 giocatori della rosa ufficiale.
Nonostante avesse annunciato il suo ritiro internazionale nel 2004, le convincenti prove in campionato con il Bristol convinsero Brian Ashton a richiamare Regan nella selezione inglese, con cui disputò anche la Coppa del Mondo di rugby 2007 in Francia, questa volta disputando 5 incontri e giocando la finale contro il Sudafrica, persa 6-15.
Convocato da Ashton anche per il Sei Nazioni 2008, in tale occasione Regan ricevette critiche in ragione di un suo supposto atteggiamento provocatorio: fu in occasione del suo ultimo incontro internazionale, il 23 febbraio 2008 a Saint-Denis contro la Francia nel corso del Sei Nazioni 2008: il C.T. francese Marc Lièvremont ha definito alcuni atteggiamenti di Regan «antisportivi, provocatori e buffoneschi»; Regan rigettò le accuse di antisportività, dichiarandosi «deluso» dalle critiche, ma al contempo considerandole «un complimento»: «Quando si va ad affrontare i francesi in Francia bisogna sempre giocare al limite, e bisogna imporsi e farsi rispettare, altrimenti finisce che si impongono loro».
Per la cronaca, l'incontro vide la vittoria inglese per 24-13.
A febbraio 2009 Regan annunciò il suo ritiro.

## Palmarès
- Coppe del mondo: 1
Inghilterra: 2003
- Coppe Anglo-Gallesi: 1
Leeds Tykes: 2004-05
- Heineken Cup: 1
Bath: 1997-98